# シマノ・デュラエース

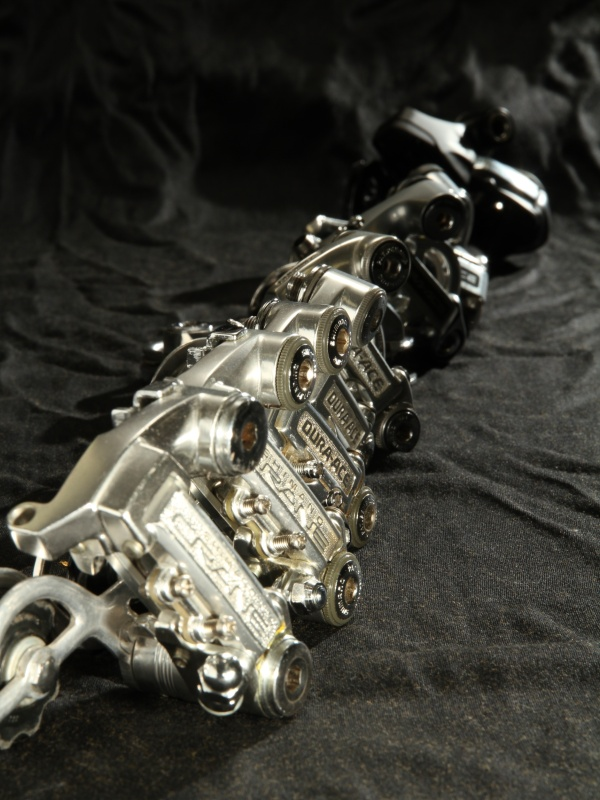
歴代デュラエース(クレーンを含む)のリアディレーラー

デュラエース (DURA-ACE) は、シマノが開発・製造するロードバイク用のコンポーネントである。シマノではコンポーネントにグレードを設けて販売しているが、その中で最高峰に位置する。

## 名称の由来
「Dura-Ace」というモデル名は、ジュラルミン (Duralumin) という素材、Durability（デュラビリティ＝耐久性）と、さらに「世界で一番に」という思いを込めた「エース」に由来している。発売直後1年ほどは「ジュラエース」というカタカナ表記も使われていた。

## 歴史
- 1971年：「デュラエース」と命名されたクランクとチェーンリングが発売される。
  - アメリカ向けの高級アルミ外装変速機「クレーン」[2]が開発されたのと同時に、それに見合った高級感のある部品として開発された[3]。
- 1972年：
  - ヨーロッパにシマノヨーロッパを設立。
    - ヨーロッパでの戦略としてレース用部品を開発することが至上命令だった。

  - 「Dura Ace Component with Crane model」が高級コンポーネントとして発売された。
- 1978年：デュラエースEXにモデルチェンジ。
- 1980年：エアロ化させたDDクランクとDDペダル、ハブが追加され、マイナーチェンジ。
- 1982年：デュラエースAX（通称73デュラ）が誕生し、EXと併売される。
- 1984年：7400系にモデルチェンジ。
- 1991年：シマノトータルインテグレーションシステム採用。
- 1996年12月：7700系にモデルチェンジ。
- 2003年12月：7800系にモデルチェンジ。
- 2008年12月下旬：7900系にモデルチェンジ。
- 2009年：電動変速機 Dura-Ace 7970 (DURA-ACE Di2)を発売。
- 2012年：9000系にモデルチェンジ。
- 2013年春：DURA-ACE Di2 9070系を発表。
- 2016年6月：R9100系発表[4]。
- 2021年9月：R9200系発表[5]。

これらのフルモデルチェンジのほか、数年ごとにマイナーチェンジも行われている。マイナーチェンジは下1桁、ビッグマイナーチェンジは下2桁（例．7800系のマイナーチェンジ前のチェーン：CN-7800→マイナーチェンジ後：CN-7801）の数字の変更によって示される。一部のパーツについてはフルモデルチェンジ前のものが継続生産されることもある（例えばスレッドタイプのヘッドパーツ、シートポストは7410が継続）。
クランクには例外が見られ、7800系のトリプルギアクランクには7803、7900系からD/Aに導入されたコンパクトクランクには7950のナンバーが振られている（どちらもマイナーチェンジなしの1世代目）。

## 歴代モデル

### Dura Ace Component with Crane model
初代。当時の自転車業界にはまだコンポーネントという概念が無く、むしろ「システムコンポーネントというのはいけない考え、変速機屋がブレーキに手を出すのは良くない」といった意見もあったが、そういった意見を打破する製品として企画された。また「Crane」ではなく「Dura Ace」の名称の方が生き残った理由としては「当時トヨタ自動車が"C"のつく名称をあらかた商標として取ってしまっていて、実際『Crane』もトヨタから譲ってもらった経緯があり、もう鳥の名前はやめようということになった」という事情がある。ただし当時は「カンパニョーロのコピー」としか見てもらえず、市場ではその他大勢の中の一つと扱われた。

### デュラエースEX
RDにハッチプレートメカニズム、駆動系にユニグライドメカニズムが採用され、さらに現在にいたる潮流を生み出したカセットフリーハブもボスタイプハブと併売された。シマノ社内では、当時のライバル・マエダ工業の「シュパーブ」シリーズ（1976年発売）への対抗製品という位置づけだった。

### デュラエースAX
デュラエースAXでは全てのコンポーネントがエアロ化された。当時はエアロが時代の最先端との認識が強まっており、実用性よりもエアロ効果をねらった形状が優先された。また、ベルナール・イノーが1979年のツール・ド・フランスのタイムトライアルで使用した自転車に、「たまたま形状が空気抵抗の少ない形だった」という理由でデュラエースEXのクランクが使われたことも大きかったという。
ただ急激なエアロ化は、一方で互換性や実用性の低下を招き、特に強度不足は深刻な問題となった。
DDハブにはユニバランスメカニズムが採用され、従来よりも左右対称へと近づいた。またスポーク穴を通過させる方向も揃えられた。カセットフリーの歯は11Tトップが採用された。これはフロントのインナー38T対応までを含め、駆動系全体のコンパクト化、軽量化を目的としていた。DDペダルは軽量化し過ぎたため、ロードレース中に折れる事故が多発した。このためデュラエースAX導入の際に補強が行われた。その際に重量も増加するなどしたため、計3世代が存在する。
デュラエースAXで採用されたニューポジティブメカニズムなどのインデックス機構内蔵のリアディレーラーは7段専用ハブに対応していたが、当時はさまざまな会社のパーツを自由に組み合わせて自転車を組むこともあった。このようにパーツを組み合わせるには互換性が重要であるが、この機構は互換性を考慮していなかったため、結局互換性の低さを理由に後期モデルではこの機構も取り外された。
この時期、空気力学が重視されるようになりフロントディレーラーの横型化が行われたが、ケーブルをガイドで90度方向に曲げるために引きが重かった。専用台座をフレームに直付けする必要があるなど従来品との互換性はなかった。台座やピラー、ダウンチューブのシフトレバー台座などにもエアロパイプ専用部品が存在するなど、互換性関連で問題が多かった。
失敗の背景には「生産キャパシティの問題から、下請けや協力会社をAXでは全部新しいところにしてしまったが、そのせいでノウハウが無いし組み立てにも問題が出た」という事情もあった。

### 7400、7410系
「ニューデュラエース」との通称を持つ。デュラエースAXとは異なり、シフトレバー側にインデックス機構を採用した。当初は「子供のおもちゃ」と揶揄されていたSIS（シマノインデックスシステム）だが、利便性の高さから大ヒットし、すぐにヨーロッパのプロ選手も使うようになるなどベストセラーとなった。
当初リア6段変速だったが、数回マイナーチェンジが行われ1987年に7段、1989年に8段と変更された。1991年にはそれまでのコンポーネント概念を超え、STI（シマノトータルインテグレーション）が取り入れられ、世界初の「デュアルコントロールレバー」として、ブレーキと変速の両方を手元でコントロールするブレーキレバーが導入された。後にはビッグマイナーチェンジも実行され、7410系として発売された。それまでのエッジの立った平面的なデザインだったクランクは曲面的な細身のデザインに変更された。このデザインは7700系に受け継がれている。ちなみに、7410の型番が与えられたのはクランクのFC-7410とフロントディレイラーのFD-7410、ヘッドパーツのHP-7410、シートポストのSP-7410、SPDペダルのPD-7410のみ（他はST-7400、RD-7402、BR-7403などのまま）。

### 7700系
リアが9段変速となった。7400系デュラエースでは軽量化より剛性が優先されていたが、7700系は軽量化と高剛性を両立させることを目指して開発された。その一部として、ホローテッククランクが開発された。
2000年に行われたマイナーチェンジで、製品ラインナップの中に完組ホイール等が追加された。
従来製品のネジ類はほぼ全てが鉄＋クロムめっきだったのに対し、7700系では軽合金化・SUS化・ニッケルめっき施工など、材質や表面処理を変えることによって防錆性を向上させている。
鏡面仕上げを追究してロゴに25を付加したジュラルミンケース入り25th Anniversary modelや SHIMANOロゴ入りPro Specモデルが限定発売されたのもこのモデルである。
また、メーカーオリジナルオプションとして、チェーンリング固定ボルトのカラータイプが発売された。

### 7800系
リアが10段変速となり、ホローテック2クランクなどさらにライトウェイト思想が強化された。一部の部品では7300系に見られるようなエアロデザインが採用されている。2006年にマイナーチェンジ、チェーンなど一部部品が新型となり、7801とされた。
国内販売は殆どなかったが、クランクFC-7800のアドバンスドモデルとして、限定仕様のFC-7800-Cが発売された。これは、FC-7800の表面をカーボンで形成したもの。同じくカーボンパーツ(モデル表記-C)として、完組ホイールも発売された。
7700系と同じく、7800系にもオリジナルオプションパーツとしてFC-7800用チェーンリング固定ボルトのカラータイプが発売された。
DURA-ACEシリーズ内で唯一フロントトリプル対応している。

### 7900系
“DURA-ACEは常にベストであらねばならない”という設計思想のもと、2008年6月に発表された。それまでのアルミ合金とチタン合金を主に用いた構成に加えてカーボン製パーツが導入され、さらなる軽量化と変速性能の向上が図られている。STIレバーのシフトケーブルは内蔵式となり、無線化された専用サイクルコンピュータのセンサーユニットが組み込まれた。カラーはグレーとシルバー(ややガンメタ)のツートンカラーが主体。変速ギア数は7800系と同じく10段である。またこのモデルのチェーンにはクイックリンクと呼ばれるチェーンの着脱を容易にする“コマ”が採用されたが、破断事故やスプロケットとの音鳴り不具合が発生したため、発売後ほどなくして従来どおりのコネクトピン方式に戻された。
このモデルから、D/A及び、MTBコンポのXTR用のチェーン両種に、装着する際の表裏が設定された。
7900系からシフターのトリム動作を省略するため、駆動系のパーツをほぼ一新。そのため7800系とは続行生産されるペダルやホイールなどを除き、組み合わせ自体はできるがブレーキフィールやシフトフィールに問題が出るシフター以外は互換性がなくなった。
通常の7900系と同時に、シフトケーブルを機械式に引くのでなく、レバーに付いた電気スイッチの信号により、モーターでシフターを動作させるというシステムを実用化した7970系DURA ACE Di2を発表。操作レバーは通常のSTIと、TT/トライアスロン用の二種類があり、2009年のツール・ド・フランスでは一部チームがタイムトライアルステージに試験導入、直系チームであるスキル・シマノには全ステージに導入され、その評価を認められ2010年ではほとんどのシマノ使用チームがDi2を選択することとなった。
TT/トライアスロン用は、ブレーキレバー一体型のST-7971の他に、TTバー側で変速を行うTT/トライアスロンシフターSW-7971を併用出来るようになっている。
その他にも、スプリンター向けのリモートスプリントシフターや、シクロクロスなど上フラットを掴むことが多い人向けのサテライトスイッチ(リモートクライミングスイッチ)の導入による幅広い対応力で、一般層からレーサーまで各種ドロップハンドルタイプバイク使用者に支持されている。

### 9000系
11速化。特徴的な4本アームクランクで、軽量化と剛性を高次元で両立した。左右対称形状のデュアルピボットキャリパーブレーキを採用。また11速化に伴い、チェーンも11速専用となった。
9000発売当初から告知が出ていた9070Di2は少々遅れてデビューしたものの、9000に引けを取らぬ売上をみせた。前7970の際のセットしたら一発で電動可動。というスタイルから、ジャンクション経由のPC接続によりネット環境で細かく調整することにより乗り手の好みに限りなく近づけるという新たな取り組みとなり、9000,9070共にインストールの仕方もがらりと変わった。
7970の際のTT/トライアスロン用は、ブレーキレバー一体型シフトと、TTバー用シフトスイッチの2種であったが、今回のモデルチェンジによりアップもしくはダウンのみの瞬時変速が行えるリモートTTシフター、7970時のTT/トライアスロン用シフターに当たるリモートトライアスロンシフターの2種が展開された。勿論、リモートスプリンターシフターや、サテライトスイッチ(リモートクライミングシフター)もある。
9070より、外装式と内装式の両展開となり、内装式バッテリーはシートポスト内に収納する構造になっている。(7970の内装バッテリーは、外装用を内装できるフレームにのみ内装と呼んだ。)

### R9100系[15]
油圧ディスクブレーキがラインアップに加わった。キャリパーブレーキでは、左右のピボットをブースターで接続することで剛性をアップした。
クランク式パワーメーターが登場した。
リアディレイラーは、ロード用としては初めて、横方向へのせり出しを抑えた「Shadow」デザインが採用された（同社のMTB用リアディレイラーには既に採用されていた）。Di2では、XTRに続き、フロント変速とリア変速が連動して作動する「シンクロシフト」に対応した。

### R9200系
XTRと同様のHYPERGLIDE+を採用し12速化。ディスクブレーキローターやチェーンなど一部コンポーネントはXTRと共通である。セミワイヤレスのシステムである。